# フィルモア郡 (ミネソタ州)

ミネソタ州内の位置

フィルモア郡（Fillmore County）は、アメリカ合衆国ミネソタ州に位置する郡である。人口は21,122人（2000年）である。郡庁所在地はプレストンである。

## 地理
アメリカ合衆国統計局によると、この郡は総面積2,233 km2 (862 mi2) である。このうち2,231 km2 (861 mi2) が陸地で2 km2 (1 mi2) が水地域である。総面積の0.10%が水地域となっている。

### 隣接する郡
- ウィノナ郡 (北東)
- ヒューストン郡 (東)
- ウィネシーク郡 (アイオワ州) (南東)
- ハワード郡 (アイオワ州) (南西)
- モーア郡 (西)
- オルムステッド郡 (北東)

## 人口動勢
2000年国勢調査で、この郡は人口21,122人、8,228世帯、及び5,718家族が暮らしている。人口密度は9/km2 (24/mi2) である。4/km2 (10/mi2) の平均的な密度に8,908軒の住宅が建っている。この郡の人種的な構成は白人98.92%、アフリカン・アメリカン0.17%、先住民0.10%、アジア0.15%、太平洋諸島系0.00%、その他の人種0.17%、及び混血0.49%である。ここの人口の0.53%はヒスパニックまたはラテン系である。
この郡内の住民は26.10%が18歳未満の未成年、18歳以上24歳以下が7.00%、25歳以上44歳以下が25.10%、45歳以上64歳以下が22.50%、及び65歳以上が19.40%にわたっている。中央値年齢は40歳である。女性100人ごとに対して男性は97.30人である。18歳以上の女性100人ごとに対して男性は95.80人である。
この郡内の世帯ごとの平均的な収入は36,651米ドルであり、家族ごとの平均的な収入は44,883米ドルである。男性は29,094米ドルに対して女性は21,906米ドルの平均的な収入がある。この郡の一人当たりの収入 (per capita income) は17,067米ドルである。人口の10.10%及び家族の6.80%は貧困線以下である。全人口のうち18歳未満の14.40%及び65歳以上の11.20%は貧困線以下の生活を送っている。

## 都市及び町

### 都市
- Canton
- チャットフィールド†
- Fountain
- Harmony
- Lanesboro
- Mabel
- Ostrander
- Peterson
- プレストン
- ラッシュフォードビレッジ
- ラッシュフォード
- Spring Valley
- Whalan
- Wykoff

### 郡区
- Amherst Township
- Arendahl Township
- Beaver Township
- ブルームフィールド郡区
- ブリストル郡区
- Canton Township
- Carimona Township
- Carrolton Township
- チャットフィールド郡区
- フィルモア郡区
- Forestville Township
- Fountain Township
- Harmony Township
- Holt Township
- Jordan Township
- ニューバーグ郡区
- Norway Township
- Pilot Mound Township
- Preble Township
- プレストン郡区
- Spring Valley Township
- Sumner Township
- ヨーク郡区

† チャットフィールドはフィルモア郡及びOlmsted Countyの間で分離する。